# Le Hézo
Le Hézo (bretonisch Hezoù) ist eine französische Gemeinde mit 898 Einwohnern (Stand 1. Januar 2022) im Département Morbihan in der Region Bretagne.

## Geografie
Le Hézo liegt im Süden des Départements Morbihan. Bis nach Vannes sind es (Luftlinie) ungefähr neun Kilometer. Das Gemeindegebiet gehört zum Regionalen Naturpark Golfe du Morbihan. Nachbargemeinden sind Theix-Noyalo im Norden, Surzur im Nordosten, Osten und Südosten, Saint-Armel im Südwesten sowie Séné im Westen und Nordwesten.

## Bevölkerungsentwicklung
| Jahr      | 1962 | 1968 | 1975 | 1982 | 1990 | 1999 | 2006 | 2012 | 2019 |
| Einwohner | 241  | 250  | 277  | 332  | 408  | 550  | 660  | 749  | 852  |

## Sehenswürdigkeiten
- die Dorfkirche Saint-Vincent (erbaut 1864–1865)
- die gallo-römische Villa von Er Fraude (Funde sind in Vannes ausgestellt)
- das Schloss von La Cour (Privatbesitz)
- die alte Dorfschule (erbaut 1886–1887)
- die eingefasste Quelle Saint-Vincent (1881)
- eine Gezeitenmühle, welche die unterschiedlichen Pegel für den Antrieb nutzt (18. Jahrhundert)
- der Sumpf/das Feuchtgebiet von La Villeneuve

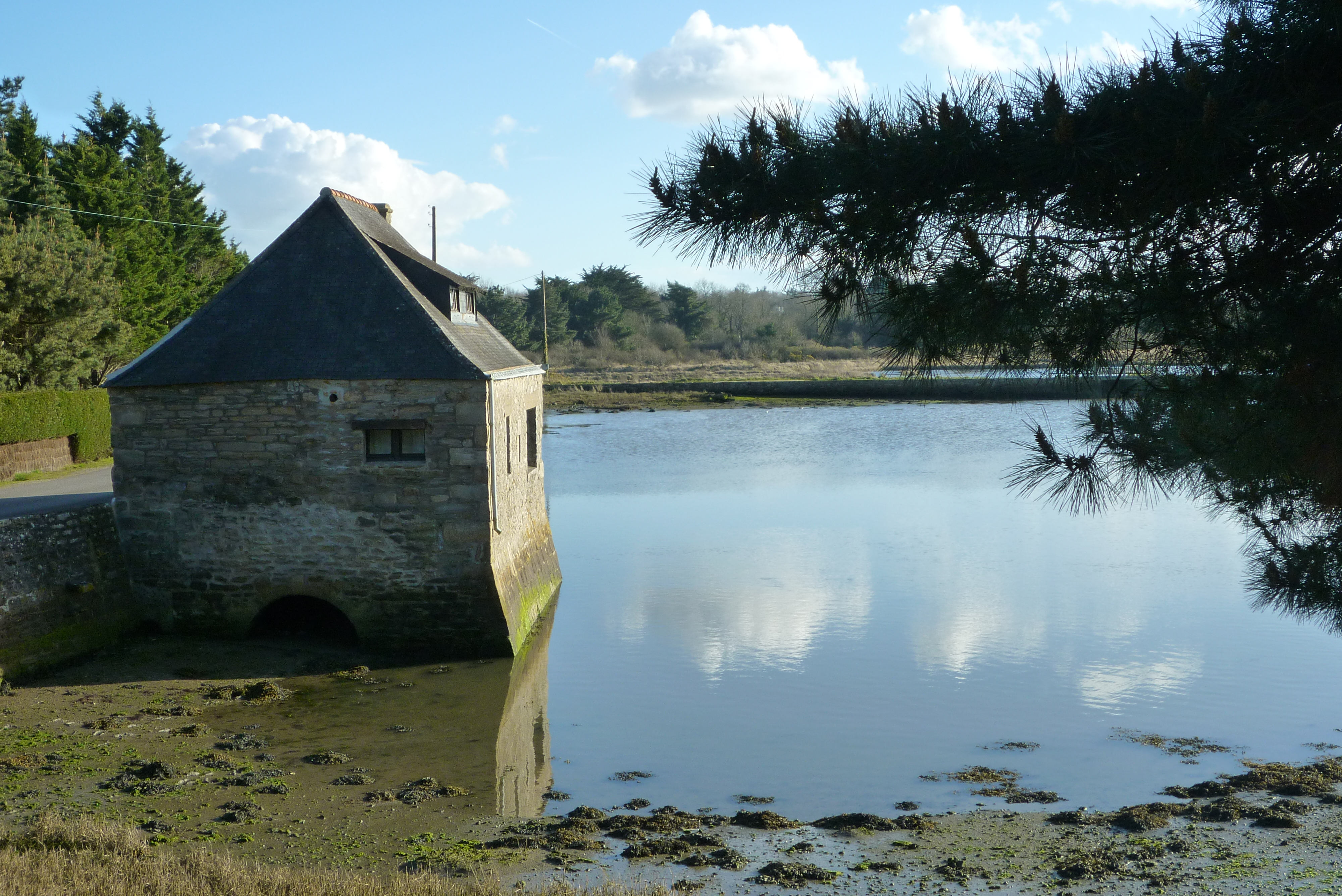
Gezeitenmühle

- das Apfelwein-Museum